# NBA All-Star Weekend 2024
L'NBA All-Star Weekend 2024 si è tenuto a Indianapolis tra venerdì 16 e domenica 18 febbraio 2024. Si è trattata della seconda volta che la città ha ospitato la manifestazione, dopo l'edizione del 1985. Gli eventi svolti sabato si sono tenuti al Lucas Oil Stadium, mentre l'All-Star Game è stato giocato presso la Gainbridge Fieldhouse, casa degli Indiana Pacers.
L'All-Star Game è tornato al formato di Eastern Conference contro Western Conference, in uso fino al 2018. La partita è terminata 211-186, marcando il record di punti segnati da una squadra nella storia della competizione. Il playmaker dei Milwaukee Bucks Damian Lillard, autore di 39 punti e 11 triple, è stato nominato MVP della partita. È diventato il primo giocatore in grado di vincere sia tale premio che il Three Point Contest nello stesso anno. Per la terza volta nella storia dell'evento, sia il Three Point Contest che lo Slam Dunk Contest sono stati vinti dagli stessi giocatori dell'anno precedente, rispettivamente Lillard e Mac McClung.

## All-Star Celebrity Game
L'NBA All-Star Celebrity Game, sponsorizzato da Ruffles, è stato il primo evento di venerdì 16 febbraio 2024, tenutosi al Lucas Oil Stadium di Indianapolis, Indiana. L'evento consiste in una sfida tra due squadre composte da personalità del mondo dello spettacolo, della musica e dello sport. Il giocatore di football americano Micah Parsons è stato nominato MVP dell'incontro.
| Giocatore                                     | Professione            |
| --------------------------------------------- | ---------------------- |
| Micah Parsons                                 | Giocatore NFL          |
| Conor Daly                                    | Pilota automobilistico |
| Quincy Isaiah                                 | Attore                 |
| Jewell Loyd                                   | Giocatrice WNBA        |
| Kai Cenat                                     | Streamer               |
| Dylan Wang                                    | Attore                 |
| Lilly Singh                                   | Attrice                |
| Sir                                           | Cantante               |
| Walker Hayes                                  | Cantante               |
| Anuel AA (2)                                  | Cantante               |
| Puka Nacua                                    | Giocatore NFL          |
| Allenatore: Shannon Sharpe (Ex giocatore NFL) |                        |

| Giocatore                                                          | Professione      |
| ------------------------------------------------------------------ | ---------------- |
| Jennifer Hudson                                                    | Attrice          |
| Metta Sandiford-Artest                                             | Ex giocatore NBA |
| Jack Ryan                                                          | Streetballer     |
| AJ McLean                                                          | Cantante         |
| C.J. Stroud                                                        | Giocatore NFL    |
| Kwame Onwuachi                                                     | Chef             |
| Natasha Cloud                                                      | Giocatrice WNBA  |
| Adam Blackstone                                                    | Musicista        |
| Gianmarco Tamberi (2)                                              | Atleta olimpico  |
| Tristan Jass                                                       | YouTube          |
| Mecole Hardman                                                     | Giocatore NFL    |
| Allenatore: Stephen A. Smith (Conduttore televisivo e giornalista) |                  |

| Indianapolis 16 febbraio 2024, ore 19.00 ET                        | Team Shannon | 100 – 91         | Team Stephen A. | Lucas Oil Stadium |
| \| \| \| \| \| Shannon Sharpe \| Allenatori \| Stephen A. Smith \| |              |                  |                 |                   |
|                                                                    |              |                  |                 |                   |
| Shannon Sharpe                                                     | Allenatori   | Stephen A. Smith |                 |                   |

## Rising Stars Challenge
L'NBA Rising Stars Challenge, sponsorizzata da Panini, è stato il secondo evento di venerdì 16 febbraio 2024, tenutosi alla Gainbridge Fieldhouse di Indianapolis, Indiana. Le quattro squadre, allenate da leggende della pallacanestro, erano composte da rookies, sophomores e prospetti della NBA G League, la lega di sviluppo della NBA. Bennedict Mathurin di Team Jalen è stato nominato MVP dell'evento.
| Ruolo                 | Naz.                   | Giocatore          | Squadra           | R/S/P     |
| --------------------- | ---------------------- | ------------------ | ----------------- | --------- |
| AG                    | Francia (bandiera)     | Victor Wembanyama  | San Antonio Spurs | Rookie    |
| AP                    | Stati Uniti (bandiera) | Brandon Miller     | Charlotte Hornets | Rookie    |
| AP                    | Messico (bandiera)     | Jaime Jaquez Jr.   | Miami Heat        | Rookie    |
| AG                    | Stati Uniti (bandiera) | Jabari Smith Jr.   | Houston Rockets   | Sophomore |
| G                     | Stati Uniti (bandiera) | Brandin Podziemski | G.S. Warriors     | Rookie    |
| AP                    | Stati Uniti (bandiera) | Cason Wallace      | Oklahoma Thunder  | Rookie    |
| AP                    | Francia (bandiera)     | Bilal Coulibaly    | Wash. Wizards     | Rookie    |
| Allenatore: Pau Gasol |                        |                    |                   |           |

| Ruolo                        | Naz.                   | Giocatore          | Squadra             | R/S/P     |
| ---------------------------- | ---------------------- | ------------------ | ------------------- | --------- |
| AG                           | Stati Uniti (bandiera) | Paolo Banchero     | Orlando Magic       | Sophomore |
| AG                           | Stati Uniti (bandiera) | Keegan Murray      | Sacramento Kings    | Sophomore |
| G                            | Stati Uniti (bandiera) | Jaden Ivey         | Detroit Pistons     | Sophomore |
| P                            | Australia (bandiera)   | Dyson Daniels      | N.O. Pelicans       | Sophomore |
| P                            | Stati Uniti (bandiera) | Scoot Henderson    | Portland T. Blazers | Rookie    |
| P                            | Stati Uniti (bandiera) | Keyonte George     | Utah Jazz           | Rookie    |
| C                            | Stati Uniti (bandiera) | Jalen Duren        | Detroit Pistons     | Sophomore |
| G                            | Stati Uniti (bandiera) | Vince Williams Jr. | Memphis Grizzlies   | Sophomore |
| Allenatore: Tamika Catchings |                        |                    |                     |           |

| Ruolo                  | Naz.                   | Giocatore          | Squadra             | R/S/P     |
| ---------------------- | ---------------------- | ------------------ | ------------------- | --------- |
| AG                     | Stati Uniti (bandiera) | Chet Holmgren      | Oklahoma Thunder    | Rookie    |
| C                      | Stati Uniti (bandiera) | Dereck Lively II   | Dallas Mavericks    | Rookie    |
| AP                     | Stati Uniti (bandiera) | Jalen Williams     | Oklahoma Thunder    | Sophomore |
| G                      | Stati Uniti (bandiera) | Bennedict Mathurin | Indiana Pacers      | Sophomore |
| G                      | Canada (bandiera)      | Shaedon Sharpe     | Portland T. Blazers | Sophomore |
| G                      | Stati Uniti (bandiera) | Jordan Hawkins     | N.O. Pelicans       | Rookie    |
| C                      | Stati Uniti (bandiera) | Walker Kessler     | Utah Jazz           | Sophomore |
| AG                     | Polonia (bandiera)     | Jeremy Sochan      | San Antonio Spurs   | Sophomore |
| Allenatore: Jalen Rose |                        |                    |                     |           |

| Ruolo                       | Naz.                    | Giocatore        | Squadra           | R/S/P     |
| --------------------------- | ----------------------- | ---------------- | ----------------- | --------- |
| AG                          | Spagna (bandiera)       | Izan Almansa     | G League Ignite   | Prospetto |
| AP                          | Lituania (bandiera)     | Matas Buzelis    | G League Ignite   | Prospetto |
| AP                          | Stati Uniti (bandiera)  | Ron Holland      | G League Ignite   | Prospetto |
| AG                          | Stati Uniti (bandiera)  | Tyler Smith      | G League Ignite   | Prospetto |
| C                           | RD del Congo (bandiera) | Oscar Tshiebwe   | Indiana Mad Ants  | Rookie    |
| P                           | Stati Uniti (bandiera)  | Mac McClung      | Osceola Magic     | Prospetto |
| P                           | Stati Uniti (bandiera)  | Alondes Williams | S. Falls Skyforce | Prospetto |
| AP                          | Stati Uniti (bandiera)  | Emoni Bates      | Cleveland Charge  | Rookie    |
| Allenatore: Detlef Schrempf |                         |                  |                   |           |

1. ↑  Dyson Daniels non ha potuto partecipare a causa di un infortunio.
2. ↑  Vince Williams Jr. è stato selezionato al posto dell'infortunato Dyson Daniels.
3. ↑  Shaedon Sharpe non ha potuto partecipare a causa di un infortunio.
4. ↑  Jeremy Sochan è stato selezionato al posto dell'infortunato Shaedon Sharpe.
5. ↑  Ron Holland non ha potuto partecipare a causa di un infortunio.
6. ↑  Emoni Bates è stato selezionato al posto dell'infortunato Ron Holland.

|  | Semifinali  | Semifinali  | Semifinali  |             |            | Finale     | Finale | Finale |  |
|  |             |             |             |             |            |            |        |        |  |
|  | Team Jalen  | Team Jalen  | 40          |             |            |            |        |        |  |
|  | Team Jalen  | Team Jalen  | 40          |             |            |            |        |        |  |
|  | Team Tamika | Team Tamika | 35          |             |            |            |        |        |  |
|  | Team Tamika | Team Tamika | 35          |             | Team Jalen | Team Jalen | 25     |        |  |
|  |             |             |             |             | Team Jalen | Team Jalen | 25     |        |  |
|  |             |             | Team Detlef | Team Detlef | 13         |            |        |        |  |
|  | Team Detlef | Team Detlef | Team Detlef | Team Detlef | 13         | 41         |        |        |  |
|  | Team Detlef | Team Detlef |             |             |            |            |        |        |  |
|  | Team Pau    | Team Pau    | 36          |             |            |            |        |        |  |

## Skills Challenge
L'NBA Skills Challenge, sponsorizzata da Kia, è stato il primo evento di sabato 17 febbraio 2024, tenutosi al Lucas Oil Stadium di Indianapolis, Indiana. Le tre squadre erano Team Pacers, composta da tre giocatori degli Indiana Pacers, Team Top Picks, composta da tre prime scelte assolute nei draft precedenti, e Team All-Stars, composta da tre giocatori selezionati per l'All-Star Game. Come successo nelle due edizioni precedenti, la squadra della franchigia ospitante ha vinto la sfida.
| Ruolo | Naz.                   | Giocatore          | Squadra        |
| ----- | ---------------------- | ------------------ | -------------- |
| P     | Stati Uniti (bandiera) | Tyrese Haliburton  | Indiana Pacers |
| G     | Canada (bandiera)      | Bennedict Mathurin | Indiana Pacers |
| C     | Stati Uniti (bandiera) | Myles Turner       | Indiana Pacers |

| Ruolo | Naz.                   | Giocatore         | Squadra            |
| ----- | ---------------------- | ----------------- | ------------------ |
| G     | Stati Uniti (bandiera) | Anthony Edwards   | Minnesota T'wolves |
| AG    | Stati Uniti (bandiera) | Paolo Banchero    | Orlando Magic      |
| C     | Francia (bandiera)     | Victor Wembanyama | San Antonio Spurs  |

| Ruolo | Naz.                   | Giocatore      | Squadra            |
| ----- | ---------------------- | -------------- | ------------------ |
| P     | Stati Uniti (bandiera) | Trae Young     | Atlanta Hawks      |
| P     | Stati Uniti (bandiera) | Tyrese Maxey   | Philadelphia 76ers |
| AG    | Stati Uniti (bandiera) | Scottie Barnes | Toronto Raptors    |

## Three Point Contest
L'NBA Three Point Contest, sponsorizzato da Starry, è stato il secondo evento di sabato 17 febbraio 2024, tenutosi al Lucas Oil Stadium di Indianapolis, Indiana. Damian Lillard, Karl-Anthony Towns, Trae Young e Tyrese Haliburton hanno tutti totalizzato 26 punti nel primo round, a cui è seguito uno spareggio di 30 secondi. Nel round finale ha trionfato il campione in carica Damian Lillard, diventando il settimo giocatore a vincere per due volte consecutive.
| Ruolo | Naz.                       | Giocatore          | Squadra             | R1 | SP | RF |
| ----- | -------------------------- | ------------------ | ------------------- | -- | -- | -- |
| P     | Stati Uniti (bandiera)     | Damian Lillard     | Milwaukee Bucks     | 26 | 16 | 26 |
| AG    | Rep. Dominicana (bandiera) | Karl-Anthony Towns | Minnesota T'wolves  | 26 | 16 | 24 |
| P     | Stati Uniti (bandiera)     | Trae Young         | Atlanta Hawks       | 26 | 15 | 24 |
| P     | Stati Uniti (bandiera)     | Tyrese Haliburton  | Indiana Pacers      | 26 | 12 |    |
| AP    | Finlandia (bandiera)       | Lauri Markkanen    | Utah Jazz           | 25 |    |    |
| P     | Stati Uniti (bandiera)     | Jalen Brunson      | N.Y. Knicks         | 24 |    |    |
| G     | Stati Uniti (bandiera)     | Donovan Mitchell   | Cleveland Cavaliers | 21 |    |    |
| P     | Stati Uniti (bandiera)     | Malik Beasley      | Milwaukee Bucks     | 20 |    |    |

### Stephen vs. Sabrina
Terminato il Three Point Contest, il cestista dei Golden State Warriors della NBA Stephen Curry e la cestista delle New York Liberty della WNBA Sabrina Ionescu hanno gareggiato in una sfida testa a testa nel tiro da 3 punti. Durante il WNBA All-Star Weekend 2023, Ionescu aveva totalizzato un punteggio di 37 nel Three Point Contest, superando il record NBA di 31 che apparteneva a Curry. Entrambi hanno tirato dalla linea dei 3 punti stabilita dalla NBA, seppur con palloni di dimensioni diverse, come previsto dalle due leghe. L'incontro è terminato con la vittoria di Curry per 29 punti a 26.

## Slam Dunk Contest
L'NBA Slam Dunk Contest, sponsorizzato da AT&T, è stato l'ultimo evento di sabato 17 febbraio 2024, tenutosi al Lucas Oil Stadium di Indianapolis, Indiana. La giuria era composta da Dominique Wilkins, vincitore delle edizioni del 1985 e del 1990, Fred Jones, vincitore nel 2004, e Darnell Hillman, vincitore nel 1977; insieme a loro anche le ex stelle Gary Payton e Mitch Richmond. Il campione in carica Mac McClung e l'All-Star Jaylen Brown si sono qualificati per il round finale. A trionfare è stato McClung, diventando il quinto giocatore a ripetersi per due anni consecutivi e il primo di una franchigia della NBA G League riuscirci.
| Ruolo | Naz.                   | Giocatore        | Squadra        | Primo round      | Round finale     |
| ----- | ---------------------- | ---------------- | -------------- | ---------------- | ---------------- |
| P     | Stati Uniti (bandiera) | Mac McClung      | Osceola Magic  | 97,4 (48+49,4)   | 98,8 (48,8+50)   |
| AP    | Stati Uniti (bandiera) | Jaylen Brown     | Boston Celtics | 96,4 (48,8+47,6) | 97,8 (48,6+49,2) |
| AP    | Stati Uniti (bandiera) | Jacob Toppin     | Westch. Knicks | 95 (47,8+47,2)   |                  |
| AP    | Messico (bandiera)     | Jaime Jaquez Jr. | Miami Heat     | 94,2 (47,4+46,8) |                  |

## All-Star Game

### Allenatori
Sebbene i Boston Celtics avessero il miglior record della Eastern Conference, il loro allenatore Joe Mazzulla non è potuto essere nominato in quanto era già stato scelto nell'edizione precedente e il regolamento della lega proibisce alla stessa persona di allenare in All-Star Game consecutivi. La scelta è ricaduta quindi su Doc Rivers, coach dei Milwaukee Bucks, seconda squadra ad Est, che lo aveva nominato solo una settimana prima in seguito all'esonero di Adrian Griffin. Visto che i Minnesota Timberwolves avevano il miglior record della Western Conference, Chris Finch è stato nominato allenatore della rispettiva formazione.

### Squadre
Come nelle edizioni precedenti, i giocatori dell'All-Star Game sono stati scelti tramite votazione da parte dei fan, dei media e dai giocatori in attività nell'NBA. I tifosi, che possono votare attraverso il sito web della NBA o tramite il loro account Google, hanno inciso per il 50%, mentre i media e i giocatori hanno rappresentato ciascuno il 25% dei voti. I due giocatori del backcourt (playmaker e guardie) e i tre del frontcourt (ali e centri) che hanno ricevuto il maggiore numero di voti per ciascuna Conference sono stati nominati titolari delle rispettive formazioni e i due giocatori più votati delle proprie Conference sono stati nominati capitani. Gli allenatori NBA hanno invece votato per le riserve della rispettiva Conference, non potendo però votare giocatori della propria squadra. Ogni allenatore ha selezionato due rappresentanti del backcourt, tre del frontcourt e due casuali. Per i giocatori in grado di ricoprire più posizioni, gli allenatori sono stati incoraggiati a votare per il giocatore nella posizione "più vantaggiosa per la squadra All-Star", indipendentemente dal ruolo indicato nella scheda All-Star o nei tabellini delle partite.
I quintetti titolari dell'All-Star Game sono stati annunciati il 25 gennaio 2024. Tyrese Haliburton degli Indiana Pacers e Damian Lillard dei Milwaukee Bucks sono stati annunciati come guardie titolari dell'Eastern Conference, rispettivamente alla loro seconda e ottava partecipazione da All-Star. A comporre il frontcourt dell'Est, Jayson Tatum dei Boston Celtics, Giannīs Antetokounmpo dei Milwaukee Bucks e Joel Embiid dei Philadelphia 76ers, che si sono guadagnati così rispettivamente la quinta, l'ottava e la settima chiamata.
Luka Dončić dei Dallas Mavericks e Shai Gilgeous-Alexander degli Oklahoma City Thunder sono stati nominati per comporre il backcourt titolare della Western Conference, rispettivamente alla loro quinta e seconda partecipazione da All-Star. Completano la formazione titolare dell'Ovest, Kevin Durant dei Phoenix Suns, LeBron James dei Los Angeles Lakers e Nikola Jokić dei Denver Nuggets, selezionati come All-Star rispettivamente per la quattordicesima, ventesima e sesta volta. James ha superato Kareem Abdul-Jabbar diventando il giocatore con il maggior numero di partecipazioni nella storia dell'All-Star Game. 
- In corsivo i due giocatori con il maggior numero di voti per conference.

| Ruolo          | Naz.                   | Giocatore             | Squadra             | N° di partecipazioni |
| Quintetto base | Quintetto base         | Quintetto base        | Quintetto base      | Quintetto base       |
| -------------- | ---------------------- | --------------------- | ------------------- | -------------------- |
| P              | Stati Uniti (bandiera) | Tyrese Haliburton     | Indiana Pacers      | 2                    |
| P              | Stati Uniti (bandiera) | Damian Lillard        | Milwaukee Bucks     | 8                    |
| AP             | Stati Uniti (bandiera) | Jayson Tatum          | Boston Celtics      | 5                    |
| AG             | Grecia (bandiera)      | Giannīs Antetokounmpo | Milwaukee Bucks     | 8                    |
| C              | Camerun (bandiera)     | Joel Embiid           | Philadelphia 76ers  | 7                    |
| Riserve        |                        |                       |                     |                      |
| P              | Stati Uniti (bandiera) | Jalen Brunson         | N.Y. Knicks         | 1                    |
| P              | Stati Uniti (bandiera) | Tyrese Maxey          | Philadelphia 76ers  | 1                    |
| G              | Stati Uniti (bandiera) | Donovan Mitchell      | Cleveland Cavaliers | 5                    |
| AP             | Stati Uniti (bandiera) | Jaylen Brown          | Boston Celtics      | 3                    |
| AG             | Stati Uniti (bandiera) | Paolo Banchero        | Orlando Magic       | 1                    |
| C              | Stati Uniti (bandiera) | Julius Randle         | N.Y. Knicks         | 3                    |
| C              | Stati Uniti (bandiera) | Bam Adebayo           | Miami Heat          | 3                    |
| P              | Stati Uniti (bandiera) | Trae Young            | Atlanta Hawks       | 3                    |
| AG             | Stati Uniti (bandiera) | Scottie Barnes        | Toronto Raptors     | 1                    |

| Ruolo          | Naz.                       | Giocatore               | Squadra            | N° di partecipazioni |
| Quintetto base | Quintetto base             | Quintetto base          | Quintetto base     | Quintetto base       |
| -------------- | -------------------------- | ----------------------- | ------------------ | -------------------- |
| P              | Slovenia (bandiera)        | Luka Dončić             | Dallas Mavericks   | 5                    |
| P              | Canada (bandiera)          | Shai Gilgeous-Alexander | Oklahoma Thunder   | 2                    |
| AP             | Stati Uniti (bandiera)     | LeBron James            | L.A. Lakers        | 20                   |
| AG             | Stati Uniti (bandiera)     | Kevin Durant            | Phoenix Suns       | 14                   |
| C              | Serbia (bandiera)          | Nikola Jokić            | Denver Nuggets     | 6                    |
| Riserve        |                            |                         |                    |                      |
| P              | Stati Uniti (bandiera)     | Steph Curry             | G.S. Warriors      | 10                   |
| G              | Stati Uniti (bandiera)     | Devin Booker            | Phoenix Suns       | 4                    |
| G              | Stati Uniti (bandiera)     | Anthony Edwards         | Minnesota T'wolves | 2                    |
| AP             | Stati Uniti (bandiera)     | Paul George             | L.A. Clippers      | 9                    |
| AG             | Stati Uniti (bandiera)     | Kawhi Leonard           | L.A. Clippers      | 6                    |
| AG             | Rep. Dominicana (bandiera) | Karl-Anthony Towns      | Minnesota T'wolves | 4                    |
| C              | Stati Uniti (bandiera)     | Anthony Davis           | L.A. Lakers        | 9                    |

1. ↑  Joel Embiid non ha potuto partecipare a causa di un infortunio alla gamba.
2. ↑  Julius Randle non ha potuto partecipare a causa di un infortunio alla spalla.
3. ↑  Bam Adebayo è stato scelto come titolare al posto dell'infortunato Joel Embiid.
4. ↑  Trae Young è stato scelto al posto dell'infortunato Joel Embiid.
5. ↑  Scottie Barnes è stato scelto al posto dell'infortunato Julius Randle.

### Partita
| Arbitri: | Tony Brothers Mark Lindsay Derrick Collins |

|             |            |            |
| Towns 50    | Punti      | 39 Lillard |
| Jokić 9     | Assist     | 7 Young    |
| Davis 8     | Rimbalzi   | 9 Banchero |
| Chris Finch | Allenatori | Doc Rivers |